# 近藤茂夫
近藤 茂夫（こんどう しげお、1942年4月13日 - ）は、日本の建設官僚。
国土事務次官、内閣広報官（初代）、フィンランド駐箚特命全権大使、財団法人建設経済研究所理事長、明治大学大学院ガバナンス研究科特別招聘教授、一般社団法人建設経済研究所会長等を歴任した。

## 来歴

### 生い立ち
1942年生まれ。東京大学法学部第2類卒業後、1965年に建設省に入省した。

### 官界
建設省に入省し、都市局都市計画課、都市局下水道課、1969年-1970年ロンドン大学大学院留学を経て、1971年関東地方建設局河川部水政課長、1977年兵庫県土木部土地局計画調整課参事、兵庫県土木部土地局土地政策課長、1979年住宅局総務課建設専門官、都市局都市再開発課長、1986年金丸国務大臣（民間活力導入担当）秘書官（事務担当）、1990年大臣官房政策課長、1991年大臣官房会計課長。その後は都市局長を務めた。国土庁においては官房長を経て事務次官に就任し、阪神・淡路復興対策本部の事務局長を兼ねた。その後、内閣官房の内閣広報官室にて内閣広報官に就任した。中央省庁再編にともない、新設された初代内閣広報官となる。2003年7月30日に退官する。

### 退官後
退官後は、2003年9月15日から2006年12月5日にかけてフィンランド駐箚特命全権大使を務めた。その後、建設経済研究所の理事長や会長などを務めた。2009年から東京都都市計画審議会会長。また、明治大学の大学院では、ガバナンス研究科にて特別招聘教授を務めた。そのほか、霞関会の理事を務めている。
2013年、瑞宝重光章受章。

## 著作

### 単著
- 近藤茂夫著『イギリスのニュータウン開発』至誠堂、1971年。

### 共著
- 近藤茂夫ほか著『道路建設講座』6巻、山海堂、1971年。